# Impatiens messmerae
Impatiens messmerae är en balsaminväxtart som beskrevs av Fischer och Raheliv. Impatiens messmerae ingår i släktet balsaminer, och familjen balsaminväxter. Inga underarter finns listade i Catalogue of Life.